# Rasul Boqiev
Rasul Boqiev (em tajique: Расул Боқиев; Rudaki, 29 de setembro de 1982) é um judoca tajique.
Tem como maiores conquistas as medalhas de bronze nos Jogos Olímpicos de Verão de 2008, em Pequim, no Mundial de 2007, no Rio de Janeiro e nos Jogos Asiáticos de 2006, em Doha.
Possui ainda duas medalhas (prata e bronze) em Super Copas do Mundo e outras duas (também prata e bronze) em Campeonatos Asiáticos, além de uma de ouro na Copa do Mundo de 2007.